# Kinta (distrikt)

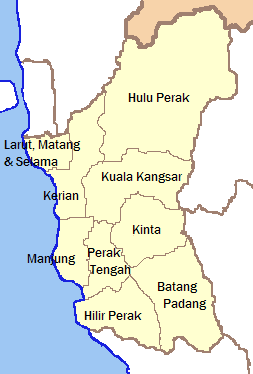
Kintas läge i delstaten Perak.

Kinta är ett distrikt i delstaten Perak, Malaysia. Distriktet har 767 794 invånare (2010).